# Похара Куча
Похара Куча јесте историјски назив за црногорске злочине над племеном Куча који су се десили у два наврата, први пут у јуну 1855. и други пут у јулу 1856. године. Похару је наредио Књаз Данило, а спровео његов брат, војвода Мирко Петровић.

## Повод
Код дипломатије великих сила књаз Данило је похару објашњавао као нужну реакцију на преговоре неких племенских вођа у Кучима са скадарским пашом о покорношћу. Оваква тврдња се показала као неискрена 1858. године, када је Књаз Данило приликом преговора са Турцима Куче препустио управо скадарском паши.

## Разлог
Стварни разлог је највјероватније нетрпељивост власти према самосталним и непокорним племенима као и у похари Бјелопавлића и Пипера. Кучи нису хтјели добровољно да плаћају порез. Навикнути да и по цијену сталне борбе са Турцима буду слободни и не плаћају харач, борили су се за исто и под влашћу Петровића.
| „                                                       | У ово вријеме књаз Данило затражи од Куча да плаћају данак и да им постави суд. Кучи не кћеше чут о данку, јер га нијесу ни Турцима плаћали. | ” |
| — Марко Миљанов — Племе Кучи у народној причи и пјесми. | |   |

## Прва похара
Крајем јуна 1855. око 3000 Црногораца, којима је заповиједао војвода Мирко Петровић запосјело је Куче. У осветничким смакнућима због одбијања да плаћају порез одрубљиване су главе Кучима, тако је побијено 80 претежно стараца и дјеце, очигледно невиних, јер су племенске вође биле избјегле у Скадар. Захваљујући притиску дипломатије великих сила на Књаза Данила, војска се повукла и похара је прекинута.

## Друга похара
Крајем Јула 1856. услиједила је нова похара Куча, сада још суровија. Према извијести Марка Миљанова Поповића, тада перјаник Књаза Данила, заклано је 243 Куча, док је према извијести Куча скадарскоме паши број закланих износио „131 глава, међу којима три жене, 10 ђеце у колијевци и пет ђевојака”.
Војвода Мирко је телеграмом, и то у стиху, обавјестио књаза Данила, свога брата, о току похаре:
| „ | Поздрављам те, драги господару; Богу фала и Петру светоме, кренух јутрос у зору бијелу и разредих твоје соколове; што смо кћели, то смо учињели и 50 главах окинули, а другије није погинуло, до два друга те доста рђава. До 7 ура све фатам... | ” |

Међу страдалима Марко Миљанов помиње и: полугодишње дијете Коруне Радоњине са Косора, двоје дјеце Ружице Николине, једно од двије и по године, друго од три мјесеца.
Осим убијања, црногорска војска разорила је и опљачкала цркву и гробље у Косору. Разорили су и опљачкали медунску цркву и однијели мошти Светог Арсенија које су се ту чувале. Марко Миљанов пише да су у похари запалили и 800 кућа, опљачкали оружје и драгоцјености, и потјерали стоку.
| „                    | Књаз Данило за зло своме роду посла Мирка, срамнога војводу. Нареди му Куче да покори да то племе сруши и разори. Мирко кад с' војском у Куче стиже коса му се на главу подиже. Тога дана ужаса и страве, свима редом сијека је главе. Не знам је ли такве туге било, кад погибе књаз Данило, од кумбуре на вратима од града Котора, од кумбуре Кадића Тодора! Давно Турци Куче поробише, они Куче и клаше и бише, али никад нису били такве воље, нико боље од брата не коље. Ко ће дугу са неба скинути? а ко мртве из земље дигнути? ко ће Сунцу забранит‘ да сија? а ко сјемену да из земље клија? ко на земљу Мјесец да обори? нико неће Куче да покори! На'живјело Турке и друге изроде, храбро племе Дрекала војводе. Да нијесу Кучи тако храбри били, не би нож с дијамантом из Русије задобили. Добио га велики Новак Милошев, велики јунак и витез. Њему име умријети неће, док се народ у Кучима креће. | ” |
| — Светозар Павићевић | |   |

## Сердар Милош Кривокапић и војвода Мирко Петровић
Један је од свједока похаре Куча био је и Милош Кривокапић, који је од гњева других Црногораца и војводе Мирка, спасио живот једном дјетету. За разлику од Мирка Петровића, имао је цивилизован однос према овом брђанском племену, којег је својом људскошћу приближавао Цетињу, а не од њега одбијао.